# فین کاسپرسن
فین کاسپرسن سرمایه‌دار و بشردوست اهل ایالات متحده آمریکا بود. او فارغ‌التحصیل دانشگاه براون و مدرسه حقوق هاروارد است. او پس از پدرش به عنوان رئیس و مدیر اجرایی یکی از بزرگ‌ترین شرکت‌های تأمین مالی مصرف‌کننده در ایالات متحده شد. به عنوان یک بشردوست ده‌ها میلیون دلار به مدرسه پدیل، هاروارد و دانشگاه درو کمک کرد. در دهه ۱۹۸۰، او یکی از حامیان اصلی توماس کین، فرماندار سابق نیوجرسی بود.